# Zeitschrift für Ostmitteleuropa-Forschung

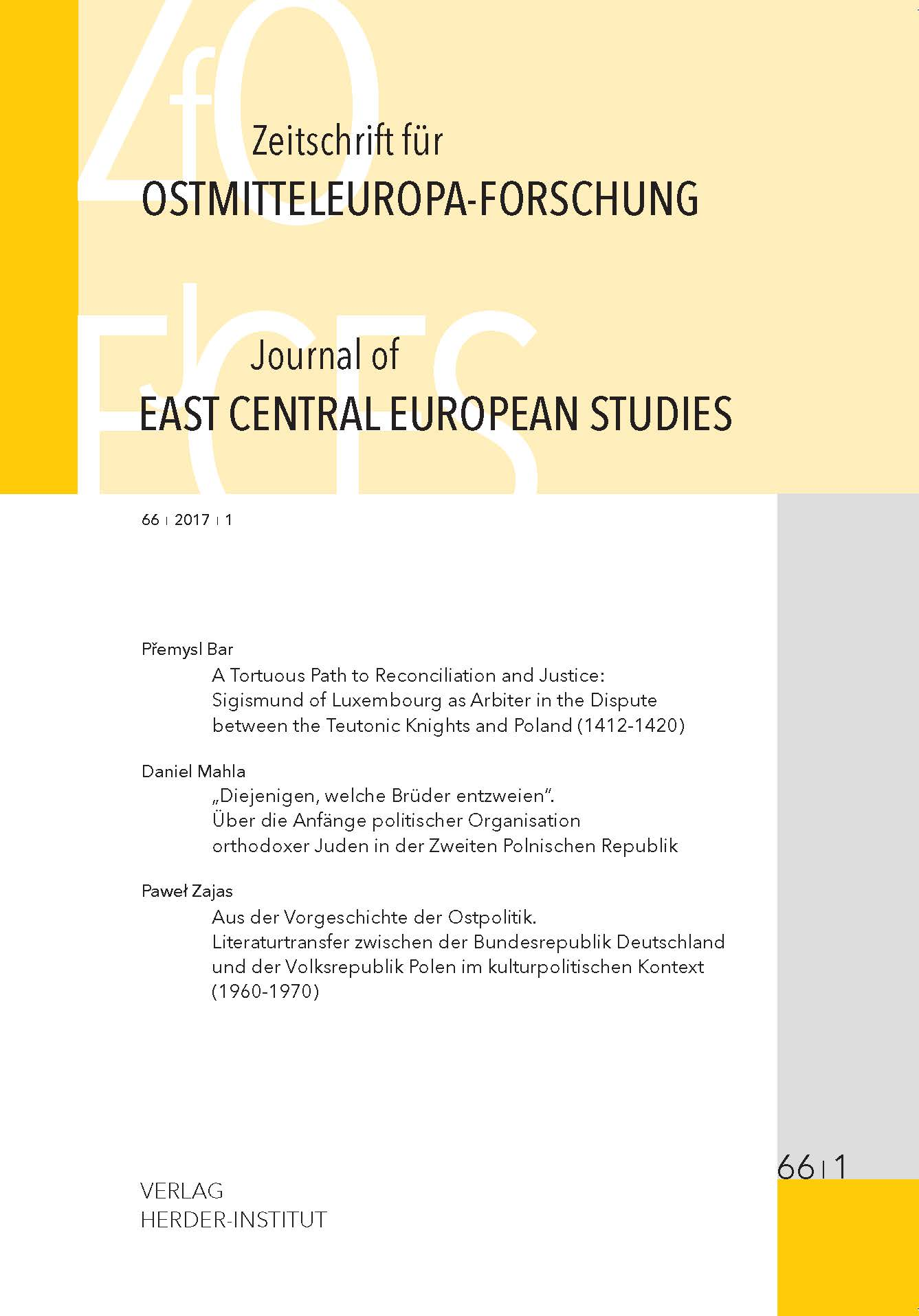
Coverdesign der Zeitschrift für Ostmitteleuropa-Forschung

Die Zeitschrift für Ostmitteleuropa-Forschung/Journal of East Central European Studies (ZfO/JECES) ist eine referierte Fachzeitschrift zur Geschichte und Kultur Ostmitteleuropas in deutscher und englischer Sprache. Sie wird im Auftrag des Herder-Instituts für historische Ostmitteleuropaforschung in Marburg von derzeit zwölf Historikern aus Deutschland und den USA herausgegeben und erscheint vierteljährlich im institutseigenen Verlag. Die Zeitschrift wird seit 2019  nach dem Open-Access-Modell veröffentlicht.

## Geschichte
Die ZfO wurde 1952 unter dem Titel Zeitschrift für Ostforschung gegründet und im Auftrag des Johann-Gottfried-Herder-Forschungsrates von Hermann Aubin, Herbert Schlenger und Erich Keyser herausgegeben. Bis 1969 erschien die ZfO im Elwert Verlag, Marburg. Im Jahr 1994 ging die Herausgeberschaft vom Forschungsrat auf das Herder-Institut über; 1995 erhielt die ZfO ihren heute gültigen Namen. Seit 2017 erscheint sie mit dem englischen Paralleltitel Journal of East Central European Studies (JECES).

## Inhalt / Themen
Die Beiträge in der ZfO beschäftigen sich mit dem Gebiet der heutigen Staaten Polen, Tschechien, Slowakei, Belarus, Ukraine, Litauen, Lettland, Estland, Ungarn sowie der russischen Enklave Kaliningrad. Neben wissenschaftlichen Aufsätzen und Miszellen enthält die ZfO auch Rezensionen und Forschungsberichte. Außerdem erscheinen bis zu zwei Mal jährlich Themenhefte im Rahmen der regulären Heftzählung, die jeweils von namentlich ausgewiesenen Gastherausgebern zusammengestellt werden. In früheren Jahrzehnten wurden zudem landesgeschichtliche Auswahlbibliografien sowie Nachrufe und Tagungsberichte veröffentlicht. Sahen sich die Herausgeber in den ersten Jahrzehnten noch in der Tradition der deutschen Ostforschung, vermeidet die ZfO heute die frühere Fixierung auf den deutschen Anteil an der Geschichte Ostmitteleuropas und macht es sich stattdessen zur Aufgabe, die Heterogenität der Region historiografisch abzubilden.
Die Beiträge in der ZfO werden unter den Bedingungen des double blind Peer-Review begutachtet. Die Rezensionen werden zusätzlich auf der Webseite des Herder-Instituts sowie auf den Portalen recensio.net, Clio-online sowie (in Auswahl) sehepunkte veröffentlicht.

## Herausgeber
Zu den ehemaligen und aktuellen Herausgebern zählen:
- Hermann Aubin (1952–1967)
- Friedrich Benninghoven (1969–1994)
- Hans-Jürgen Bömelburg (seit 2012)
- Karsten Brüggemann (seit 2008)
- Włodzimierz Borodziej (1998–2011)
- John Connelly (seit 2001)
- Stefan Hartmann (1990–2007)
- Peter Haslinger (seit 2008)
- Heidi Hein-Kircher (seit 2010)
- Jörg K. Hoensch (1995–2001)
- Winfried Irgang (1989–2008)
- Bernhart Jähnig (1995–2007)
- Kerstin S. Jobst (seit 2015)
- Hans-Jürgen Karp (1982–1990)
- Erich Keyser (1952–1959)
- Jerzy Kochanowski (seit 2015)
- Claudia Kraft (seit 2012)
- Eugen Lemberg (1960–1975)
- Christian Lübke (seit 2001)
- Małgorzata Mazurek (seit 2015)
- Eduard Mühle (seit 1995)
- Michael G. Müller (1998–2011)
- Alvydas Nikžentaitis (seit 2008)
- Ludwig Petry (1969–1991)
- Friedrich Prinz (1976–1994)
- Gotthold Rhode (1967–1990)
- Herbert Schlenger (1952–1968)
- Roderich Schmidt (1974–2000)
- Ralph Tuchtenhagen (seit 2008)
- Gert von Pistohlkors (1983–2007)
- Hugo Weczerka (1969–2007)
- Anna Veronika Wendland (seit 2010)
- Hellmuth Weiss (1960–1990)
- Thomas Wünsch (seit 2004)